# Albert Ochs
Albert Ochs (* 26. Juni 1823 in Magdeburg; † 14. Mai 1878 ebenda) war ein deutscher Maler und Fotograf.

## Leben

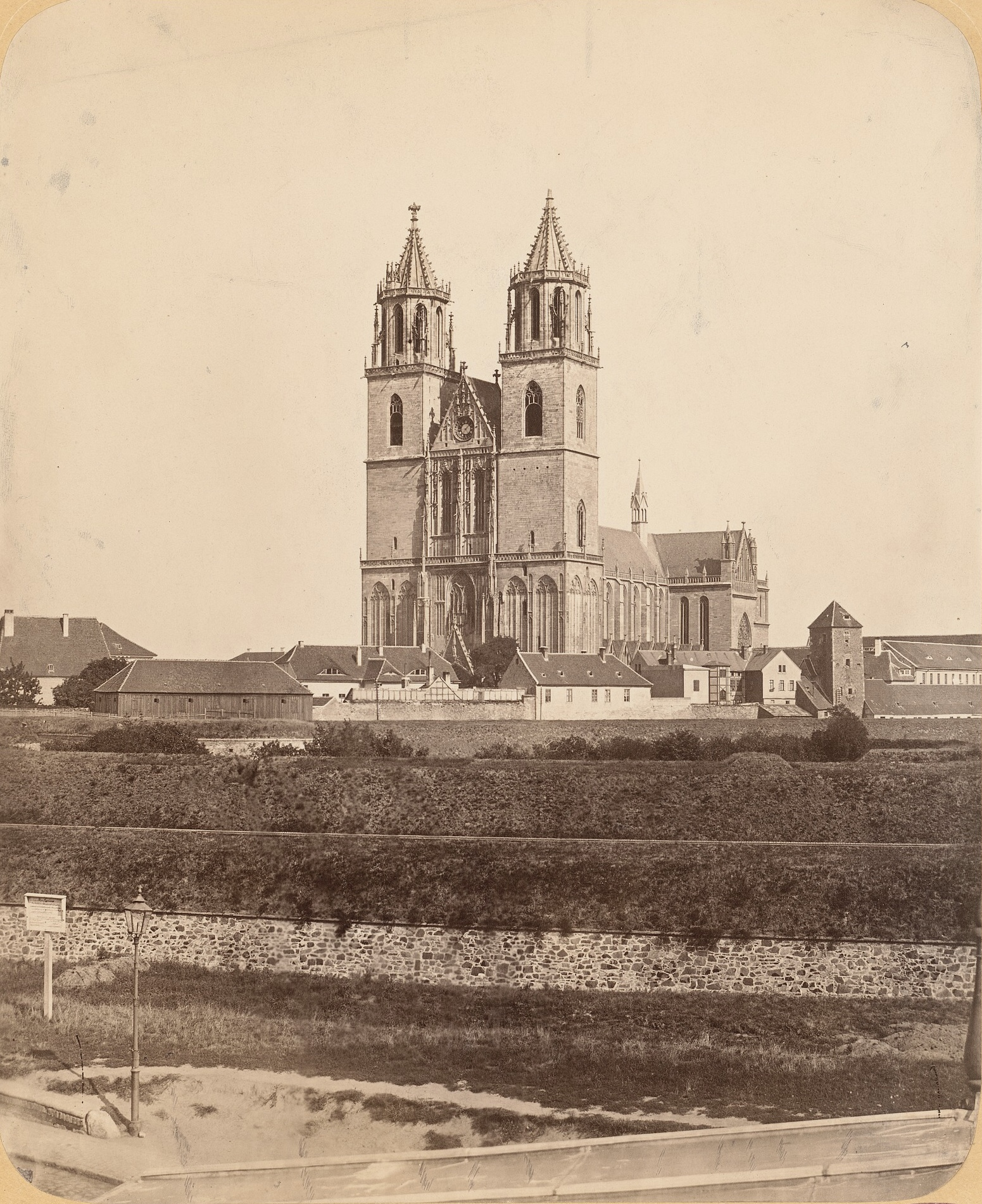
Von Ochs angefertigte Fotografie des Magdeburger Doms von Südwesten, über die noch bestehenden Anlagen der Festung Magdeburg

Er wurde als Sohn des Magdeburger Malers Peter Ludwig Heinrich Ochs und seiner Ehefrau Christiane Ochs, geborene Schaefer geboren. Albert Ochs hatte zehn Geschwister, von denen Gustav Ochs und Walther Ochs ebenfalls Künstler wurden. Albert widmete sich der Malerei und der Fotografie. Gemeinsam mit seinem Bruder Walther gründete er das Atelier Gebrüder Ochs Maler und Photographen Magdeburg am Georgenplatz 15a in der Magdeburger Altstadt. Wohl später betrieb er an dieser Adresse allein ein Atelier als Maler und Photograph.
Neben angefertigten Portraitaufnahmen ist von ihm insbesondere eine als Druckwerk veröffentlichte Bildserie über den Magdeburger Dom bekannt.